# By Your Side (album des Black Crowes)
Pour les articles homonymes, voir By Your Side.
Albums de The Black Crowes
Three Snakes and One Charm
(1996) Lions
(2001)
Singles
1. Kickin' My Heart Around
Sortie : 2 novembre 1998
2. Only a Fool
Sortie : février 1999
3. By Your Side
Sortie : 16 février 1999
4. Go Faster
Sortie : juin 1999

By Your Side est le cinquième album du groupe de rock américain The Black Crowes. Il est sorti le 12 janvier 1999 sur le label Columbia Records et a été produit par Kevin Shirley.

## Historique

### Contexte
En mai et juin, le groupe enregistre en une semaine le matériel (une quinzaine de chansons) pour le nouvel album appelé Band.  Leur maison de disque, American Records, refuse les chansons. Le chanteur Chris Robinson dira que les responsables du label ne voulait pas se mettre dans l'ambiance (des chansons) et laisser le groupe être se qu'il est et voulait quelque chose de plus sécurisant. Band sortira en 2006 comme deuxième Cd de la compilation Lost Crowes.
En août 1997, premier changement de personnel, le guitariste Marc Ford est viré par le groupe pour ses problèmes récurrents avec la drogue et en octobre 1997, le bassiste Johnny Colt quitte lui aussi le groupe. Ils seront remplacés par le bassiste Sven Pipen en décembre 1997 et par le guitariste Audley Freed courant 2008. 

### Enregistrement
L'enregistrement de cet album se déroulèrent en trois sessions novembre et décembre 1997,  janvier 1998, et au printemps 1998 aux Studios Avatar de New-York. Finalement aucun des titres enregistrés en novembre et décembre 1997 ne fut retenu pour cet album. Finalement le groupe enregistra l'équivalent de trois albums et il fallut faire un tri, c'est ainsi que de nouvelles chansons furent combinées avec de plus récentes, certaines furent abandonnées et de nouvelles furent composées sur la base de plus anciennes. Au tout dernier moment, deux chansons,Diamond Ring et Go Tell the Congregation que les frères Robinson avait écrit lors de la tournée 1998 ce qui reporta la sortie de l'album prévue en novembre 1998 à janvier 1999. Cet album fut donc enregistré à cinq musiciens, Chris Robinson au chant, Rich Robinson qui joue toutes les parties de guitares plus de la basse sur certains titres, Eddie Harsh aux claviers, Steve Gorman à la batterie et Sven Pipen à la basse.

### Réception
Cet album entra directement à la 26e place du Billboard 200 aux États-Unis et se classa à la 10e place des charts canadiens. En Europe, il se classa à la 34e place des charts britanniques et sera le premier album des Black Crowes à entrer dans les charts français, une 69e place en 1999.

## Liste des titres
Compositions de Chris Robinson et Rich Robinson.
1. "Go Faster" - 4:04
2. "Kickin' My Heart Around" - 3:40
3. "By Your Side" - 4:28
4. "HorseHead" - 4:02
5. "Only a Fool" - 3:43
6. "Heavy" - 4:43
7. "Welcome to the Goodtimes" - 4:00
8. "Go Tell the Congregation" - 3:36
9. "Diamond Ring" - 4:09
10. "Then She Said My Name" - 3:43
11. "Virtue and Vice" - 4:45

Disque bonus sur la version limitée européenne
1. "It Must Be Over" - 4:49
2. "Twice as Hard" - 4:34

## Musiciens
The Black Crowes
- Chris Robinson – chant, harmonica
- Rich Robinson - guitare, basse
- Steve Gorman – batterie
- Eddie Harsch - claviers
- Sven Pipien - guitare basse

Autres musiciens
- Dirty Dozen Brass Band - cuivres
- Zoe Thrall – flûte
- Curtis King, Cindy Mizelle, Tawatha Agee, Brenda White King, Vanees Thomas - chœurs

## Charts
Charts album
| Pays             | Durée du classement | Meilleur classement |
| ---------------- | ------------------- | ------------------- |
| Allemagne        | 7 semaines          | 28e                 |
| Australie        | 1 semaine           | 40e                 |
| Autriche         | 1 semaine           | 47e                 |
| Belgique (V)     | 5 semaines          | 18e                 |
| Canada           | 9 semaines          | 10e                 |
| États-Unis       | 10 semaines         | 26e                 |
| Finlande         | 4 semaines          | 21e                 |
| France           | 3 semaines          | 69e                 |
| Norvège          | 2 semaines          | 23e                 |
| Nouvelle-Zélande | 6 semaines          | 46e                 |
| Pays-Bas         | 6 semaines          | 46e                 |
| Royaume-Uni      | 2 semaines          | 34e                 |
| Suède            | 4 semaines          | 11 e                |

Charts singles
| Date | Single                  | Chart                  | Durée du classement | Position |
| ---- | ----------------------- | ---------------------- | ------------------- | -------- |
| 1998 | Kickin' My Heart Around | Mainstream Rock Tracks | 20 semaines         | 3e       |
| 1998 | Kickin' My Heart Around | RPM Top Singles        | 8 semaines          | 12e      |
| 1998 | Kickin' My Heart Around | UK Singles Chart       | 2 semaines          | 55e      |
| 1999 | Only a Fool             | Mainstream Rock Tracks | 14 semaines         | 7e       |
| 1999 | Only a Fool             | RPM Top Singles        | 10 semaines         | 25e      |
| 1999 | Go Faster               | Mainstream Rock Tracks | 9 semaines          | 24e      |